# Miłobądz (powiat tczewski)
Miłobądz (kaszb. Mëłobònc; niem. Mühlbanz) – wieś kociewska w Polsce położona w województwie pomorskim, w powiecie tczewskim, w gminie Tczew przy drodze krajowej nr 91.
Wieś jest siedzibą sołectwa Miłobądz, w którego skład wchodzi również miejscowość Mały Miłobądz.
W latach 1954–1971 wieś należała i była siedzibą władz gromady Miłobądz, po jej zniesieniu w gromadzie Tczew. W latach 1975–1998 miejscowość administracyjnie należała do województwa gdańskiego.

## Nazwa
Nazwa wsi pochodzi od staropolskiego imienia męskiego Miłobąd.

## Historia
Pierwsze wzmianki o Miłobądzu pochodzą z roku 1250. Wtedy to książę pomorski Sambor II oświadczył, że biskup kujawski Michał udzielił mu 300 grzywien, gdy żył na wygnaniu, wypędzony przez swego brata Świętopełka. W zamian za to książę Sambor nadał biskupowi siedem wsi, wśród których była także wieś Milobandze. Od nadania Sambora aż do sekularyzacji dóbr kościelnych przez rząd pruski, Miłobądz administracyjnie należał do biskupstwa kujawskiego.
Miejscowość pod zlatynizowaną nazwą villa Milobanie wymieniona jest w łacińskim dokumencie wydanym w Świeciu w 1283 roku sygnowanym przez księcia pomorskiego Mściwoja II. Pierwszym znanym z imienia proboszczem Miłobądza był Henryk, który w 1320 roku występował jako świadek w procesie Łokietka przeciw Krzyżakom, którzy w 1308 roku zajęli Gdańsk. Budowę obecnego kościoła, w miejscu starego drewnianego, datuje się na lata 1299-1320. Do najstarszej części – dzisiejszego prezbiterium, które było wówczas pierwszym murowanym gotyckim kościołem – w II poł. XIV w. dobudowano nawę o długości 20 m i wieżę z gontowym hełmem, o wysokości 45 m.
W 1466 roku, w wyniku II pokoju toruńskiego, Pomorze Gdańskie powróciło do Polski. Miłobądz i okoliczne wsie znalazły się w powiecie tczewskim, najrozleglejszym z utworzonych 8 powiatów nowego województwa pomorskiego. W 1523 roku proboszczem w Miłobądzu był Maurycy Ferber, późniejszy zwierzchnik Mikołaja Kopernika. W latach 1773–1918 Miłobądz podlegał administracji zaboru pruskiego. W 1919 powrócił do Polski stając się kolejową stacją celną na granicy z Wolnym Miastem Gdańskiem. 
16 sierpnia 1939 nad ranem zginął tu patrolujący granicę żołnierz 2 Batalionu Strzelców z Tczewa Michał Różanowski, zastrzelony przez Niemców po pomyłkowym przekroczeniu granicy. W miejscu tym znajduje się pomnik. Po 1 września hitlerowcy zamordowali 14 mieszkańców. Po wybuchu II wojny światowej Miłobądz znalazł się pod okupacją niemieckiej III Rzeszy. Wyzwolenie nastąpiło 15 marca 1945 roku. Wycofujący się Niemcy podłożyli materiał wybuchowy w kościele, przez co zniszczeniu uległa m.in. wieża kościelna. Całkowitej zagładzie uległo bogato wyposażone wnętrze, w tym trzy barokowe ołtarze, organy oraz ambona w kształcie łodzi, spłonęły też stropy i całość konstrukcji dachowej. Ucierpiała również szkoła. Pierwsze lekcje odbyły się dopiero dnia 9 listopada 1945 roku. Pierwszym powojennym kierownikiem szkoły został Franciszek Różanowski. W 1954 roku w Miłobądzu powstał Zakład Sadowniczo-Doświadczalny Instytutu Sadownictwa i Kwiaciarstwa w Skierniewicach.
6 lipca 1972 na przebiegającej przez wieś linii kolejowej doszło do katastrofy kolejowej.

## Zabytki
Według rejestru zabytków NID na listę zabytków wpisane są:
- kościół parafialny pw. Macierzyństwa NMP, k. XIV, XV, nr rej.: A-147 z 18.01.1960
- plebania, ul. Pamięci Narodowej 23, ok. 1800, XX, nr rej.: A-147 z 30.05.1972.

## Komunikacja
Transport publiczny obsługiwany jest między innymi przez pociągi osobowe Przewozy Regionalne marka PolRegio (przystanek Miłobądz oraz autobusy GTBUS z Miłobądz do Tczew (linie 501,502) oraz ReloBus z Tczewa do Gdańska (linia 50).
Przez wieś przebiegają 2 linie kolejowe: 
- 9 Warszawa Wschodnia – Gdańsk Główny
- 260 Pruszcz Gdański – Zajączkowo Tczewskie